# 大崎タイムス
大崎タイムス（おおさきタイムス）は、大崎地方と周辺地域をエリアとする地域新聞。古川記者クラブ加盟。

## 概要
1947年（昭和22年）3月1日創刊。1948年（昭和23年）に「仙北タイムス」と改題したが、「大崎新聞」と合併した後に「大崎タイムス」に戻し、現在に至る。
詳細は公式HPのあゆみ参照。
取材エリアは、昔は大崎地方だけだったが、最近は栗原市、登米市、黒川郡、宮城郡の一部（利府町）にまで拡大し、河北新報や全国紙が掲載しない身近なローカルニュースを掲載している。3つの支局がある（栗原・登米・黒川）。ローカル紙としては珍しく、全国紙と同じ月1回のみ休刊する日刊体制を採っている。
提携する石巻日日新聞、三陸新報、東海新報の記事を掲載するページがある。読売新聞から配信された写真を使うこともある。
新聞印刷や配達のほか、一般印刷、書籍刊行物の編集印刷なども行っている。
王貞治から優勝旗を提供され、「王貞治旗争奪大崎地方少年野球選手権大会」を毎年開いている。ママさんバレーなど他のスポーツ大会も開いている。
2011年3月11日の東日本大震災では社屋の一部が損壊。輪転機は無事だったものの停電のため新聞を発行できなかった。いち早く通電した菅原工務店のコピー機を借りて15日に発行再開（A3判）。点検を経て18日付から通常のブランケット判で発行している。
震災の影響で三本木球場が使用できなくなったため、2011年の「王貞治旗争奪大崎地方少年野球選手権大会」を中止した。